# Јелеч (Хаџићи)
Јелеч је насељено мјесто у општини Хаџићи, Босна и Херцеговина.

## Становништво
|             | 2013.        | 1991.         | 1981.         | 1971.         |
| Укупно      | 166 (100,0%) | 157 (100,0%)  | 149 (100,0%)  | 134 (100,0%)  |
| Бошњаци     | 163 (98,19%) | 157 (100,0%)1 | 142 (95,30%)1 | 134 (100,0%)1 |
| Муслимани   | 2 (1,205%)   | –             | –             | –             |
| Југословени | 1 (0,602%)   | –             | 7 (4,698%)    | –             |

1. 1 На пописима од 1971. до 1991. Бошњаци су пописивани углавном као Муслимани.